# Irma Järvinen
 Irma Järvinen (Helsinki, ) es una naturalista, botánica, bióloga marina, brióloga, taxónoma, conservadora, y exploradora finesa. Tras jubilarse, se dedica a la pintura, exponiendo sus más de 300 obras en Helsinski.

## Carrera
Desarrolló actividades académicas y científicas en el Departamento de Botánica, de la Universidad de Helsinki, con las líneas de investigación en Ciencias Biológicas (sistemática molecular, biodiversidad, banquisa, algas; y, en las Ciencias de la educación (enseñanza basada en la investigación).

## Algunas publicaciones
- m. Rask, k-m. Vuori, h. Hämäläinen, irma Järvinen, s. Hellsten, h. Mykrä, l. Arvola, j. Ruuhijärvi, j. Jyväsjärvi, i. Kolari, m. Olin, e. Salonen, p. Valkeajärvi. 2011. Ecological classification of large lakes in Finland: comparison of classification approaches using multiple quality elements. Hydrobiologia 660: 37-47 11.

- irma Järvinen. 2005. Parimad söögiseened. Ed. Sinisukk, 235 p. il. ISBN 9789985739204

### Libros
- irma Järvinen, lasse Kosonen. 2005. Parimad söögiseened. Ed. Sinisukk, 235 p. il. ISBN 9789985739204

- ----------------, ------------------, marita Joutjärvi. 2004. Parimad söögiseened ja maitsvaimad seenehõrgutised. [tõlkinud Monika Pais]. [Tallinn]: Sinisukk, 352 p. il.

- ----------------, viktor f. Brotherus, timo Koponen 1975. The excursions of V.F. Brotherus in Central Asia in 1896 and his exsiccata "Musci turkestanici". V. 6 de Monisteita, Helsingin yliopisto Kasvimuseo, publicó Botanical Museum, University of Helsinki, 58 p.

- ----------------, Lasse Kosonen, Marita Joutjärvi. 1999. Parimad söögiseened ja maitsvaimad seenehõrgutised; konsultandid seenenimede alal Anu Kollom ja Mall Vaasma ; [tõlkinud Monika Pais]. [Tallinn] Sinisukk, 334 p. il. ISBN 9985730755

- La abreviatura «Järvinen» se emplea para indicar a Irma Järvinen como autoridad en la descripción y clasificación científica de los vegetales.[7]